# ديفيد كير (سياسي)
ديفيد كير (بالإنجليزية: David Kerr)‏ هو سياسي بريطاني، ولد في 1957. حزبياً، نشط في Ulster Independence Movement ‏.